# VONA

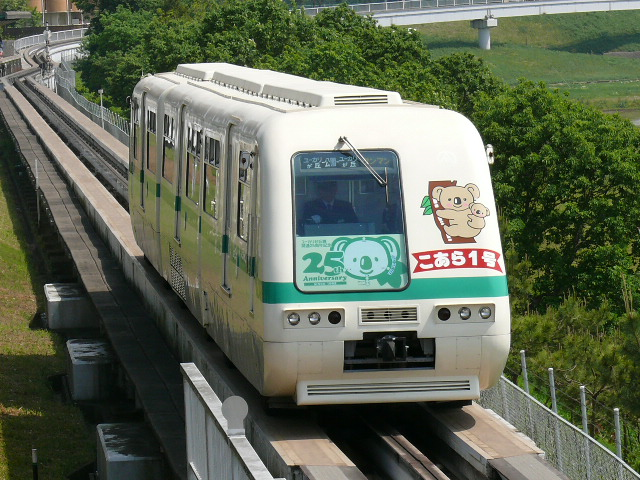
山万ユーカリが丘線1000形電車

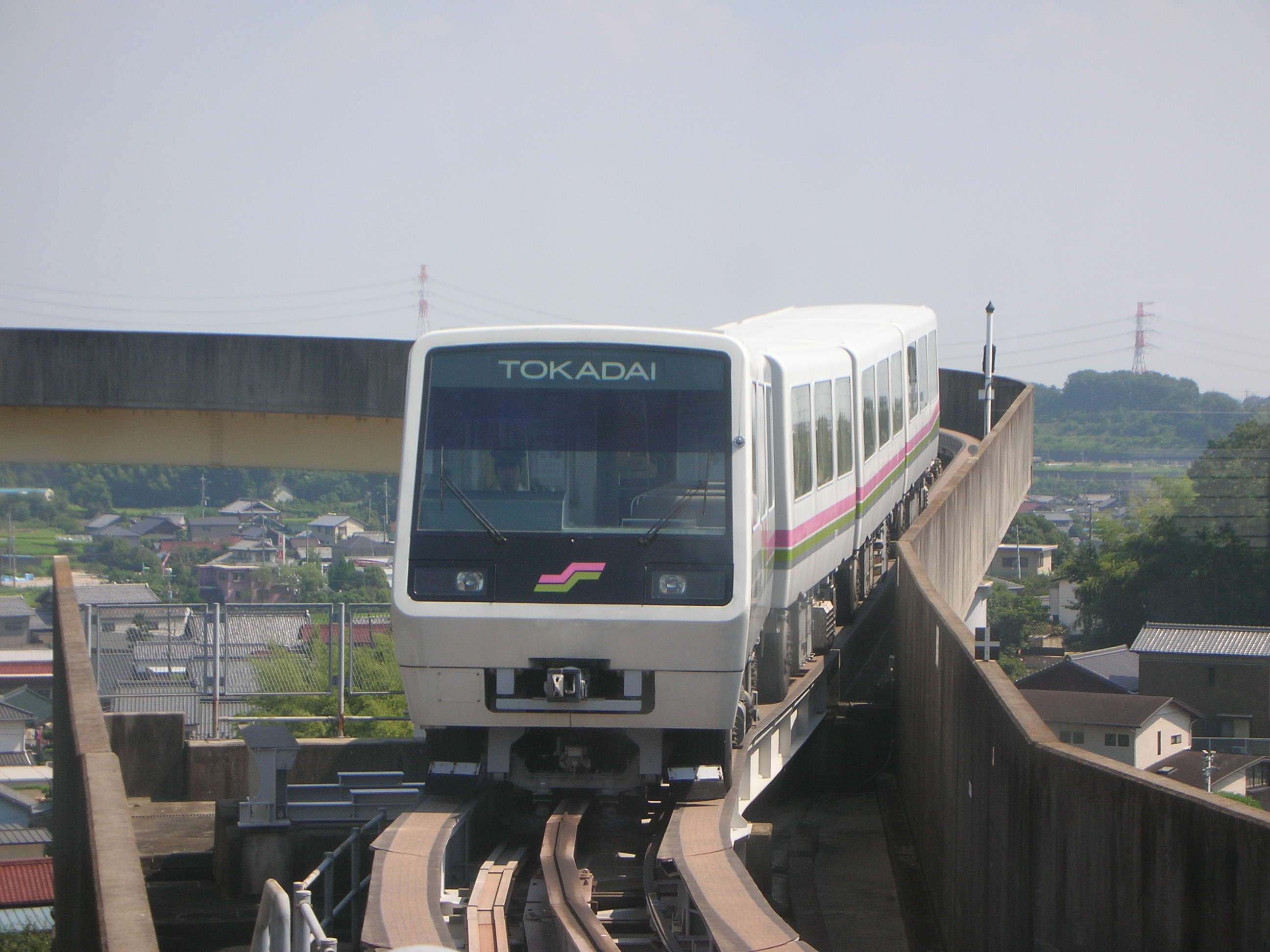
桃花台新交通100系電車

VONA（ボナ）は、日本車輌製造と三井物産によって開発された、中央案内軌条式の新交通システム（自動案内軌条式旅客輸送システム、AGT）。

## 概要
三井物産と日本車輌が1969年8月に新交通システムの開発に着手、1970年1月より共同開発チームを結成の後同年末に基本構想を決定。名称は「Vehicle Of New Age」の略称で、「新しい時代の乗り物」を意味する。
バス・路面電車・各駅停車型の郊外電車の代替を目的に車両・駅・軌道・保守等の輸送システム全般を自動制御下においた近距離交通機関システムとして、大型ニュータウン内・中型ニュータウンから鉄道駅・市街地内で複数の鉄道駅と連絡する面的ルート・空港ターミナルとの連絡や大型駅間の連絡輸送といった1時間あたり最大15,000人程度の輸送を主眼に置いた。2本の走行桁と中央の案内桁からなるコンクリート製と比較して安価かつ短期に生産可能なH形鋼製の軌道とゴムタイヤによる駆動とし、始終点駅には時速2km程度の低速で車両の進行と同調して回転し無停車で客扱いを行う回転式のプラットホームを設ける計画も存在した。

## 開発
40分の1模型による自動運転試験を皮切りとして1971年に日本車輌豊川蕨工場に第一次試験線（全長約120m）を設け車両2両で走行試験を開始、その後千葉県習志野市にあった谷津遊園内にモデル線を建設、1972年（昭和47年）3月1日より営業運行を開始。1973年5月には豊川蕨工場内に高速走行試験への対応や回転式ホームなどを設けた347mの実験線を開設。
1976年には本格的実用化に向けた3両編成の試作車を制作。1977年には全システムの完成に至り、豊川蕨工場内に運輸省の新交通システム基準に基づいた510mの試験線と3両編成試験車による本格的な試験設備が設置された。
1972年製造の初期試作車「A車」が名古屋市科学館、3両編成の実用化試作車「M01・M02・M03」が桃花台西公園に展示されていたが、いずれも現存しない。

## 導入例
1972年3月1日に導入された谷津遊園のモデル線では高架式1周約400m・最小カーブ20m・最急勾配70パーミルの軌道を、定員27名・最高時速15kmの客車2台を用いて、無人運転で周回する形で運行し、成田空港駅と成田空港ターミナルを結ぶ連絡交通としての導入を視野に入れた計画とし、1974年までの2年半に約100万人が乗車し無事故運行を継続した。
1973年には山陽新幹線の軌道敷設工事に際しトンネル内でのスラブ運搬車として本システムが採用され、1両につき5mスラブ軌道2枚を積載可能な付随車5両・牽引車1両からなる編成で1回あたり50mの敷設を行い、1日あたりの施工延長で従来の2倍となる300-400mの敷設を可能とし、山陽での完成後は東北新幹線盛岡工事区に移送された。
鉄道事業法（旧・地方鉄道法）に基づく正式な鉄軌道路線としては、1982年（昭和57年）開業の山万ユーカリが丘線（千葉県佐倉市）、1991年（平成3年）開業の桃花台新交通桃花台線（愛知県小牧市）で採用された。
1986年には栃木県のゴルフ場「ニュー・セントアンドリュースゴルフクラブ・ジャパン」にて、ニューコースとオールドコース間の2kmの連絡モノレールとして採用され2013年頃まで使用された。
谷津遊園は1982年12月21日に閉園。桃花台線が2006年（平成18年）に廃止されており、2020年時点で現存するこのシステムを採用した路線はユーカリが丘線のみである。

## 基本仕様
- 輸送能力：1時間あたり3,000 - 15,000人[4]
- 車両[4]
  - 形式：1軸ボギーゴムタイヤ電車
  - 編成：3両固定×1-4編成
  - 定員：30名（満載時40名[2]）
  - 寸法：長さ5.3m・幅2m・高さ2.9m
  - 空車重量：4,000kg
- 動力[4]
  - 電源：直流660V
  - 主電動機：直流55kw/両
  - 駆動装置：デフ・空気入りゴムタイヤ
  - モーター制御：サイリスタチョッパ
  - ブレーキ：電磁・油圧バネブレーキ
- 走行性能[4]
  - 最高時速：60km（駅間距離の短い場合は40km）
  - 起動加速度：2-3 km/h/s
  - 最高登坂勾配：100パーミル
  - 最小曲線半径：20m